# 梁思成纪念馆
梁思成纪念馆位于山西省大同市和阳门外下沉式广场北部，于2011年9月26日开馆。纪念馆位于大同市东城墙脚下，占地面积1210平方米，为一处二进仿古院落。这座纪念馆是目前中国唯一的梁思成纪念馆。

## 历史
修建的原因之一是1933年9月4日起梁思成、刘敦桢、林徽因、莫宗江一行在大同展开了为期二十余天的古建筑考察，考查的对象包括云冈石窟、华严寺、善化寺等，考察确定了这些文物的价值，为这些文物在1961年列入第一批全国重点文物保护单位和进一步的保护、研究奠定了基础。另一个原因是大同市2008年调整的城市规划提出的“一轴双城”设计，正是对梁思成和陈占祥提出的“梁陈方案”（即梁、陈在1950年2月提出的关于北京城市规划的《关于中央人民政府行政中心区位置的建设》）的实践。 2010年，大同市市长耿彦波出席梁思成先生铜像揭幕仪式暨历史贡献纪念展开展仪式时提出，大同市为纪念梁思成文物保护和城市规划的思想，将要为他塑像并建设纪念馆。
纪念馆的主题是“大师·大同”。第一展厅“一代宗师”位于第一进院落，以油画、照片、文献介绍了梁思成的家世和他研究、保护中国古建筑的一生。位于第二进院落的是第二到第四展厅。第二展厅“不愧山河”通过图片、手绘、书籍资料展示了梁、林在全国考察古建筑的过程。第三展厅“大同调查”则以图片展板和梁、林著书展示了梁思成一行在大同的考察。第四展厅“告慰先师”展出了大同市近年实施古城保护工程的照片和大同市“一轴双城”的规划。纪念馆的门匾由梁思成的弟子、建筑家罗哲文书写。
媒体报道，自2011年9月26日开馆至2012年7月5日，梁思成纪念馆的游客已经超过3万人次。